# Jonathan & Michelle (album 1967)
Jonathan & Michelle è un album discografico del 1967 dell'omonimo duo.

## Descrizione
Il disco racchiude i sei brani pubblicati nei tre 45 giri precedenti e sei brani inediti; alle registrazioni partecipa il complesso Mat 65.
L'album venne ripubblicato nel 1996 dalla On Sale Music con l'aggiunta di 4 brani (Il successo, There but for Fortune, Colours, Un giorno si paga).
L'album venne pubblicato nel 1967, con qualche variazione nella scaletta dei brani, anche nel formato a 4 tracce (noto anche come "4-Track Cartridge") dalla SIL in collaborazione con l'etichetta discografica del duo, la Ri-Fi.

## Tracce
Lato A
1. Occhiali da sole – 3:07 (testo: Luciano Beretta – musica: Flavio Carraresi)
2. Dove andranno i nostri fiori (cover di Where Have All the Flowers Gone?) – 4:12 (testo: Daniele Pace – musica: Pete Seeger)
3. Il cavallino bianco (Cover di "Stewball") – 2:14 (testo: Ombretta Lalli – musica: John Herald, Ralph Rinzler, Bob Yellin)
4. Celine – 3:32 (testo: Hugues Aufray, Vline Buggy – musica: Mort Shuman)
5. Sei contento (che finisca) (Cover di "I Got You Babe") – 2:27 (testo: Calimero e Gian Pieretti – musica: Sonny Bono)
6. La risposta (Cover di "Blowin' in the Wind") – 3:23 (testo: Mogol – musica: Bob Dylan)

Lato B
1. Ai margini del mondo – 3:11 (testo: Ombretta Lalli – musica: Flavio Carraresi)
2. La primavera verrà (Cover di "Dèsque Le Printemps Revient") – 2:53 (testo: Mogol – musica: Hugues Aufray)
3. L'uomo che sa (Cover di "Masters of War") – 3:19 (testo: Rudi Assuntino – musica: Bob Dylan)
4. Ancora, sempre e solo te (Cover di "Just You") – 3:30 (testo: Vito Pallavicini – musica: Sonny Bono)
5. Mi piange il cuore (Cover di "J'Al Le Coeur Gros") – 3:56 (testo: Sergio Bardotti – musica: Hugues Aufray)
6. L'uomo e la donna (Cover non dichiarata di "Donna, Donna") – 2:41 (testo: Luciano Beretta – musica: A. Dunnio)

## Formazione
- Mario Arancio): basso
- Gianbattista Arancio detto Titta: organo, chitarra
- Franco Orlandini: chitarra
- Antonio Sirtori: batteria